# Villemolaque
Villemolaque en francés y oficialmente, Vilamulaca  en catalán,  es una localidad y comuna francesa, situada en el departamento de Pirineos Orientales, región de Languedoc-Rosellón, comarca histórica del Rosellón.  Su economía se basa en el monocultivo de la viña. 
Sus habitantes reciben el gentilicio de villemolaquais en francés.

## Historia
La historia de Villemolaque se encuentra ligada a la orden de los templarios de Mas Déu, en Trullars, y posteriormente al Monestir del Camp, del cual dependía hasta la Revolución francesa.

## Demografía
| 502 | 504 | 466 | 480 | 833 | 922 |
| Para los censos de 1962 a 1999 la población legal corresponde a la población sin duplicidades (Fuente: INSEE [Consultar]) |     |     |     |     |     |

## Lugares de interés
- El Monastir del Camp en las proximidades